# Wereldkampioenschappen schermen 2008
De 56ste wereldkampioenschappen schermen werden gehouden in Peking, China in 2008. De organisatie lag in de handen van de FIE. Aangezien in dit jaar ook de Olympische Spelen daar plaatsvonden, werden de enige competities die daar niet op het programma stond, floret voor mannen in ploegen en degen voor vrouwen in ploegen, apart geschermd.

## Resultaten

### Mannen
| Discipline     | Goud                                                          | Goud | Zilver                                                         | Zilver | Brons                                                        | Brons |
| -------------- | ------------------------------------------------------------- | ---- | -------------------------------------------------------------- | ------ | ------------------------------------------------------------ | ----- |
| Floret ploegen | Andrea Baldini Stefano Barrera Andrea Cassarà Salvatore Sanzo | ITA  | Dominik Behr Richard Breutner Peter Joppich Benjamin Kleibrink | GER    | Radosław Glonek Michał Majewski Sławomir Mocek Marcin Zawada | POL   |

### Vrouwen
| Discipline    | Goud                                                                      | Goud | Zilver                                    | Zilver | Brons                                                             | Brons |
| ------------- | ------------------------------------------------------------------------- | ---- | ----------------------------------------- | ------ | ----------------------------------------------------------------- | ----- |
| Degen ploegen | Laura Flessel-Colovic Sarah Daninthe Hajnalka Kiraly-Picot Maureen Nisima | FRA  | Li Na Luo Xiaojuan Zhang Li Zhong Weiping | CHN    | Imke Duplitzer Britta Heidemann Marijana Marković Monika Sozanska | GER   |

## Medaillespiegel
| Plaats | Land      | Goud | Zilver | Brons | Totaal |
| 1      | Frankrijk | 1    | 0      | 0     | 1      |
| 1      | Italië    | 1    | 0      | 0     | 1      |
| 3      | Duitsland | 0    | 1      | 1     | 2      |
| 4      | China     | 0    | 1      | 0     | 1      |
| 5      | Polen     | 0    | 0      | 1     | 1      |
| Totaal | Totaal    | 2    | 2      | 2     | 6      |

1937 · 1938 · 1947 · 1948 · 1949 · 1950 · 1951 · 1952 · 1953 · 1954 · 1955 · 1956 · 1957 · 1958 · 1959 · 1961 · 1962 · 1963 · 1965 · 1966 · 1967 · 1969 · 1970 · 1971 · 1973 · 1974 · 1975 · 1977 · 1978 · 1979 · 1981 · 1982 · 1983 · 1985 · 1986 · 1987 · 1988 · 1989 · 1990 · 1991 · 1992 · 1993 · 1994 · 1995 · 1997 · 1998 · 1999 · 2000 · 2001 · 2002 · 2003 · 2004 · 2005 · 2006 · 2007 · 2008 · 2009 · 2010 · 2011 · 2012 · 2013 · 2014 · 2015 · 2016 · 2017 · 2018 · 2019 · 2022 · 2023